# Andreea Ana
Andreea Beatrice Ana (ur. 14 listopada 2000) – rumuńska zapaśniczka walcząca w stylu wolnym. Dwukrotna olimpijka. Zajęła dziewiąte miejsce w Paryżu 2024 w kategorii do 53 kg i szesnaste w Tokio 2020 w tej samej wadze. 
Siódma na mistrzostwach świata w 2021 i 2022. Mistrzyni Europy w 2022, 2023 i 2024; druga w 2025; trzecia w 2019 i 2021. Złota medalistka mistrzostw świata wojskowych w 2023 i 2025. 
Mistrzyni świata U-23 w 2021; trzecia w 2018, 2019 i 2023. Wygrała ME U-23 w 2022, druga w 2023 i trzecia w 2019. Trzecia na ME juniorów w 2018 i 2019. Druga na MŚ kadetów w 2016 i 2017 roku.